# Aeria latistriga
Aeria latistriga är en fjärilsart som beskrevs av Erich Martin Hering 1925. Aeria latistriga ingår i släktet Aeria och familjen praktfjärilar. Inga underarter finns listade i Catalogue of Life.